# Zither

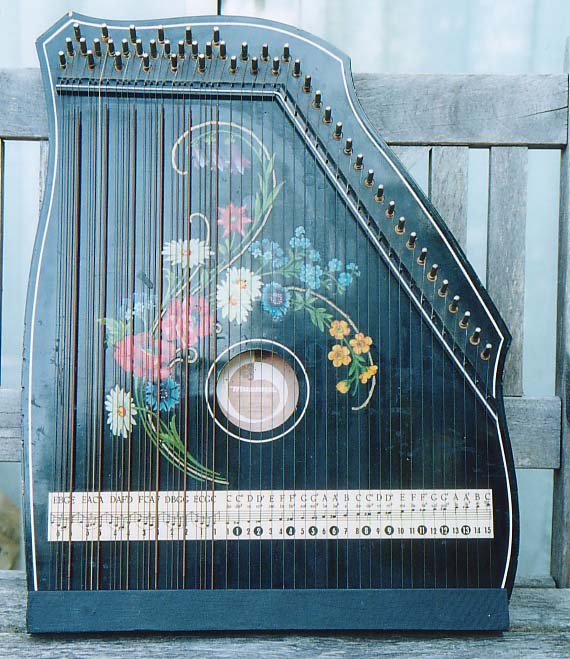
Đàn zither của Đức

Zither (/ˈzɪðər, ˈzɪθ-/; tiếng Đức: [ˈtsɪtɐ]) là một lớp các nhạc cụ có dây.
Từ Zither  là một cách diễn đạt bằng tiếng Đức của từ Hy Lạp cithara, cũng là nguồn gốc của từ "guitar" hiện đại. Trong lịch sử, nó đã được áp dụng cho bất kỳ nhạc cụ nào thuộc họ cittern, hoặc cho một nhạc cụ bao gồm nhiều dây kéo dài trên một thân đàn mỏng, phẳng - tương tự như một psalter. Bài viết này mô tả sự đa dạng của nhóm nhạc cụ thứ hai.
Zithers được chơi bằng cách bấm hoặc gảy dây, bằng ngón tay (đôi khi sử dụng một phụ kiện gọi là plectrum hoặc pick), phát ra âm thanh của ngón tay khi gảy. Tương tự với cây đàn guitar hoặc đàn mandolin, thân đàn zither đóng vai trò là một buồng cộng hưởng (hộp âm thanh), nhưng, không giống như guitar và đàn, đàn zither không có bộ phận cổ riêng biệt. Số lượng dây cho các loại đàn là khác nhau, từ một đến hơn năm mươi.